# Hosta kikutii
Hosta kikutii är en sparrisväxtart som beskrevs av Fumio Maekawa. Hosta kikutii ingår i släktet funkior, och familjen sparrisväxter.

## Underarter
Arten delas in i följande underarter:
- H. k. caput-avis
- H. k. densinervia
- H. k. kikutii
- H. k. polyneuron
- H. k. scabrinervia
- H. k. tosana
- H. k. yakusimensis